# Adrianus Hoevenaar jr.
Adrianus Hoevenaar (Utrecht, 11 september 1764 - aldaar, 17 augustus 1832) was een Nederlandse schietschuitschipper, amateurtekenaar en glasgraveur.

## Leven en werk
Hoevenaar werd in 1764 geboren als zoon van de Utrechtse procureur en notaris Adrianus Hoevenaar sr. en van Christina Mechteld Oortman. Hij groeide op in een patriottisch milieu. Zijn vader werd in 1786 benoemd tot stadssecretaris van Utrecht. Na de inval van de Pruisische troepen in 1787 onder bevel van de hertog van Brunswijk-Wolfenbuttel vluchtte het gezin Hoevenaar naar Duinkerken. Hoevenaar trouwde te Duinkerke met de uit Valencijn afkomstige Maria Josepha Lefèvre. Na 1795 keerde Hoevenaar weer terug uit zijn ballingschap naar Utrecht.
Hoevenaar was in het dagelijks leven schietschuitschipper op het veer tussen Amsterdam en Utrecht en schipper op de Amsterdamse volksschuit. Naast zijn werk als schipper trad Adrianus jr. ook in de kunstzinnige voetsporen van zijn vader, een amateurtekenaar en -schilder. Hij ontwikkelde zich tot glasgraveur. Diverse door hem gegraveerde glazen zijn bewaard gebleven en daarop is te zien dat hij de geschiedenis van zijn tijd heeft weergegeven. Zo graveerde hij tijdens zijn ballingschapsperiode een glas met een duif met een oranjetakje met sinaasappel als symbool van zijn hoop op een verzoening tussen de patriotten en de orangisten. Op andere glazen zijn portretten aangebracht van respectievelijk koning Lodewijk Napoleon, van een kozak en van koning Willem I en van diens echtgenote.
In de collectie van het Centraal Museum te Utrecht bevinden zich twee door Hoevenaar gegraveerde glazen. Op het ene glas uit 1818 is een afbeelding aangebracht van het veer Utrecht-Haarlem. Het tweede glas uit 1831 bevat een afbeelding van de Utrechtse Weerdpoort.
Hoevenaar overleed in augustus 1832 op 67-jarige leeftijd in zijn woonplaats Utrecht. Drie van zijn zonen, Cornelis Willem, Willem Pieter en Nicolaas Ludolph, en twee kleinzonen, Cornelis Willem en Jozef, traden in zijn kunstzinnige voetspoor en werden schilder en tekenaar.